# Tinodes petulades
Tinodes petulades är en nattsländeart som beskrevs av Malicky 1974. Tinodes petulades ingår i släktet Tinodes och familjen tunnelnattsländor. Inga underarter finns listade i Catalogue of Life.